# Sarraguzan
Sarraguzan település Franciaországban, Gers megyében. Lakosainak száma 87 fő (2022. január 1.). Sarraguzan Fontrailles, Bernadets-Debat, Castex, Manas-Bastanous, Mont-de-Marrast és Sadeillan községekkel határos.

## Népesség
A település népessége az elmúlt években az alábbi módon változott:
| Lakosok száma | 137  | 112  | 88   | 90   | 90   | 86   | 86   | 90   | 89   | 87   |
|               | 1968 | 1982 | 1990 | 2006 | 2013 | 2015 | 2017 | 2019 | 2020 | 2022 |